# Porichthys pauciradiatus
Porichthys pauciradiatus är en fiskart som beskrevs av Caldwell och Caldwell, 1963. Porichthys pauciradiatus ingår i släktet Porichthys och familjen paddfiskar. Inga underarter finns listade i Catalogue of Life.